# Католицизм в ЦАР

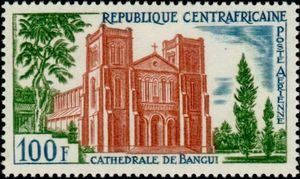
Кафедральный собор Банги на марке ЦАР

Католицизм в Центральноафриканской Республике. Католическая церковь Центральноафриканской Республики является частью всемирной Католической церкви. Численность католиков в ЦАР составляет около 889 тысяч человек (22 % от общей численности населения) по данным Католической энциклопедии; 793 тысячи человек по данным сайта Catholic Hierarchy.

## История
Первые европейцы появились на территории современной ЦАР только в конце XIX века, в 1889 году французская экспедиция основала форт Банги, через 4 года в нём начала действовать первая католическая миссия. В 1903 году была создана французская колония Убанги-Шари.
8 мая 1909 года была учреждена апостольская префектура Убанги-Шари (ныне — архиепархия Банги), в 1937 году она повышена в статусе до апостольского викариата, а в 1955 году получила статус архиепархии, которой была подчинена вновь основанная епархия Берберати. С 1955 по 2004 год в стране было основано ещё 7 епархий.
В 1938 году был рукоположён первый священник местного происхождения Бартелеми Боганда, который стал крупнейшим деятелем движения за независимость ЦАР. В 1960 году была провозглашена независимость ЦАР, первым президентом стал Давид Дако, однако уже в 1966 году он был свергнут Жаном Беделем Бокассой, который установил в стране режим жёсткой диктатуры, провозгласил себя пожизненным президентом, а затем и императором. Религиозные взгляды эксцентричного диктатора были расплывчатыми, в частности в 1976 году после встречи с Муамаром Каддафи он принял ислам, однако уже через несколько месяцев вернулся в католицизм. Католическая церковь при Бокассе преследованиям не подвергалась и, несмотря на сложности политической обстановки, продолжала развиваться. В 1970 году была образована Конференция католических епископов страны, в том же году были установлены полноценные дипломатические отношения со Святым Престолом и открыта апостольская нунциатура в Банги. После падения режима Бокассы существенных изменений в церковной жизни не происходило, несмотря на череду военных переворотов и общую нестабильность.
В 2012 году в стране разгорелась гражданская война, которая во многом носила черты христианско-мусульманского конфликта. Непосредственным поводом для конфликта послужил захват власти мусульманином Мишелем Джотодия, лидером мусульманской группировки Селека. Мусульманские вооружённые группы осуществляли убийства, грабежи, изнасилования, пытки и похищения людей, действуя главным образом против гражданских лиц — христиан. Для вооружённого противостояния им христиане начали формировать свои объединения Антибалака, которые также проводили террор против мусульманского населения. 24 июля 2014 года враждующие стороны подписали соглашение о перемирии, однако столкновения между отдельными вооружёнными группами имели место и после подписания мира.
В 1985 году ЦАР посетил папа Иоанн Павел II, а в 2015 году — папа Франциск. В 2016 году Дьёдонне Нзапалаинга стал первым в истории кардиналом из ЦАР.

## Современное состояние
Коллегиальным органом управления деятельностью Католической церкви в стране является Конференция католических епископов Центральноафриканской Республики. 
Католики ЦАР формируют вторую по численности религиозную общину страны (22 % населения), уступая протестантам (37 %) и опережая мусульман (15 %). В стране служат 277 священников, действуют 114 приходов. Организационно приходы объединены в архиепархию Банги и подчинённые ей 8 епархий: епархия Алиндао, епархия Бамбари, епархия Бангасу, епархия Берберати, епархия Босангоа, епархия Буара, епархия Кага-Бандоро и епархия Мбаики.